# Zasady doświadczenia życiowego
Zasady doświadczenia życiowego – zasady doświadczenia życiowego stanowią wyniki ogólnoludzkiego doświadczenia, specjalne wiadomości z zakresu poszczególnych dziedzin życia, które mogą służyć sądowi lub organowi administracji publicznej do ustalenia okoliczności faktycznych i do należytej ich subsumcji pod przepisy prawa. Zasady powszechnie znane, płynące z ogólnych doświadczeń życiowych, nie wymagają dowodu. Istnienie zasad doświadczenia życiowego mniej powszechnych, występujących w ramach specjalistycznych dziedzin życia, wymaga udowodnienia za pomocą właściwych środków dowodowych (na ogół będzie to opinia biegłego). Zasady doświadczenia życiowego są istotne przy tzw. dowodach prima facie, które stanowią próbę przezwyciężenia trudności związanych z udowodnieniem istotnych okoliczności w przypadku niektórych rodzajów spraw.
Uwzględnienie przez sąd w ocenie materiału dowodowego powszechnych i obiektywnych zasad doświadczenia życiowego nie usprawiedliwia zarzutu przekroczenia granic swobodnej oceny dowodów na tej tylko podstawie, że indywidualne i subiektywne doświadczenia strony są od tych zasad odmienne.
Zgodnie z art. 7 kodeks postępowania karnego organy postępowania kształtują swe przekonanie na podstawie wszystkich przeprowadzonych dowodów, ocenianych swobodnie z uwzględnieniem zasad prawidłowego rozumowania oraz wskazań wiedzy i doświadczenia życiowego.
W postępowaniu administracyjnym organ administracji publicznej ocenia całokształt materiału dowodowego na podstawie zasad doświadczenia życiowego i przeciętnego poziomu wiedzy. Zasady doświadczenia życiowego tylko wyjątkowo mogą być przedmiotem dowodu. Przez zasady doświadczenia życiowego rozumie się zasady ukształtowane w ramach ogólnego ludzkiego doświadczenia albo w ramach poszczególnych nauk i sztuk, przemysłu i handlu, rzemiosła itp. Zasady doświadczenia życiowego nie należą do tzw. materiału dowodowego.